# Smealinho Rama
Smealinho Rama (Atenas, 30 de abril de 1992) é um lutador de MMA grego naturalizado canadense. Atualmente luta pelo Professional Fighters League, (antigo World Series of Fighting), e é ex-Campeão Peso Pesado do WSOF.

## Carreira no MMA

### Maximum Fighting Championship
Rama fez sua estreia no MFC contra o canadense Lee Mein, no MFC 34: Total Recall. Rama foi superior e venceu por nocaute técnico ainda no primeiro round.
Em seguida, Rama fez uma luta no BFTB, enfrentando Jordan Tracey, no Battle for the Border 1: Blue Plates vs. Red Plates, e venceu com uma kimura no primeiro round.
Sua volta ao MFC foi contra o também canadense Ryan Fortin, no MFC 35: Explosive Encounter. Rama venceu a luta por finalização no primeiro round.
No MFC 36, Rama enfrentou Mike Hackert, e o nocauteou no primeiro round.

### Disputa de cinturão dos pesos-pesados
Com uma sequência de seis vitórias no MMA, sendo três no MFC, Rama disputou o Cinturão Peso-Pesado Vago do MFC, contra o futuro lutador do UFC, Anthony Hamilton. Rama foi nocauteado no início do segundo round com um chute na cabeça, perdendo sua invencibilidade.

### World Series of Fighting
Rama fez sua estreia no WSOF contra Steve Mocco, em 21 de fevereiro de 2014, no WSOF Canadá: Ford vs. Powell. Rama dominou a luta e venceu por decisão unânime.
Rama venceu uma luta no Unified MMA e voltou para o WSOF, para disputar o Cinturão Peso Pesado Vago do WSOF, no WSOF 14, em 11 de outubro de 2014, contra Derrick Mehmen. Ele nocauteou o americano com 51 segundos de luta e conquistou o título.
Sua primeira defesa foi contra Blagoi Ivanov, no WSOF 21, em 5 de junho de 2015. Rama foi finalizado com uma guilhotina no terceiro round e perdeu seu cinturão.
Após a derrota, Rama decidiu descer para o peso-meio-pesado, e teve sucesso, visto que, em seu próximo combate, nocauteou Jake Heun no segundo round, em 31 de dezembro de 2016, no WSOF 34.
Rama enfrentou o brasileiro Ronny Markes, no PFL Daytona, em 30 de junho de 2017, evento que marcou a estreia da Professional Fighters League, que era anteriormente conhecida como World Series of Fighting. Rama perdeu por decisão unânime.

## Cartel no MMA
| Cartel no MMA   |             |            |
| 12 lutas        | 10 vitórias | 2 derrotas |
| Por nocaute     | 6           | 1          |
| Por finalização | 3           | 1          |
| Por decisão     | 1           | 0          |

| Res.    | Cartel | Oponente         | Método                    | Evento                           | Data       | Round | Tempo | Local                         | Notas                                       |
| ------- | ------ | ---------------- | ------------------------- | -------------------------------- | ---------- | ----- | ----- | ----------------------------- | ------------------------------------------- |
| Derrota | 10-3   | Ronny Markes     | Decisão (unânime)         | PFL Daytona                      | 30/06/2017 | 3     | 5:00  | Daytona Beach, Flórida        |                                             |
| Vitória | 10-2   | Jake Heun        | Nocaute Técnico (socos)   | WSOF 34                          | 31/12/2016 | 2     | 3:30  | New York, New York            | Estreia no peso-meio-pesado.                |
| Derrota | 9-2    | Blagoy Ivanov    | Finalização (guilhotina)  | WSOF 21                          | 05/06/2015 | 3     | 1:17  | Edmonton, Alberta             | Perdeu o Cinturão Peso Pesado do WSOF.      |
| Vitória | 9-1    | Derrick Mehmen   | Nocaute Técnico (socos)   | WSOF 14                          | 11/10/2014 | 1     | 0:51  | Edmonton, Alberta             | Ganhou o Cinturão Peso Pesado Vago do WSOF. |
| Vitória | 8-1    | Tim Hague        | Nocaute Técnico (socos)   | Unified - MMA 19                 | 23/05/2014 | 1     | 1:41  | Edmonton, Alberta             |                                             |
| Vitória | 7-1    | Steve Mocco      | Decisão (unânime)         | WSOF Canadá: Ford vs. Powell     | 21/02/2014 | 3     | 5:00  | Edmonton, Alberta             |                                             |
| Derrota | 6-1    | Anthony Hamilton | Nocaute (chute na cabeça) | MFC 38 - Behind Enemy Lines      | 04/10/2013 | 2     | 0:12  | Edmonton, Alberta             | Pelo Cinturão Peso-Pesado Vago do MFC.      |
| Vitória | 6-0    | Mike Hackert     | Nocaute (socos)           | MFC 36 - Reality Check           | 15/02/2013 | 1     | 2:28  | Edmonton, Alberta             |                                             |
| Vitória | 5-0    | Ryan Fortin      | Finalização (mata-leão)   | MFC 35 - Explosive Encounter     | 26/10/2012 | 1     | 2:02  | Edmonton, Alberta             |                                             |
| Vitória | 4-0    | Jordan Tracey    | Finalização (kimura)      | BFTB 1 - Battle for the Border 1 | 08/09/2012 | 1     | 3:24  | Cranbrook, Colúmbia Britânica |                                             |
| Vitória | 3-0    | Lee Mein         | Nocaute Técnico (socos)   | MFC 34 - Total Recall            | 10/08/2012 | 1     | 2:49  | Edmonton, Alberta             |                                             |
| Vitória | 2-0    | Craig Hudson     | Finalização (mata-leão)   | AFC 10 - Rise                    | 15/06/2012 | 1     | 3:50  | Calgary, Alberta              |                                             |
| Vitória | 1-0    | Demetrius Seguin | Nocaute Técnico (socos)   | HKFC - School of Hard Knocks 20  | 24/02/2012 | 1     | 0:13  | Medicine Hat, Alberta         | Estreia no MMA.                             |